# Манастир Стубал
Манастир Свете Петке припада жичкој епархији и налази се 11 км северно од Врњачке Бање на обронцима Гледићких планина у селу Стубал код Краљева и припада општини Краљево.

## Историја манастира
Село Стубал је 1780. године имало само три куће и било је насељено становништвом из Херцеговине. Почетком 19. века село је имало око двадесетак кућа. Постоје предања да је село Стубал добило назив по четвороугаоном камену који подсећа на стуб, а који се још од давнина налази у близини села. Претпоставља се да је камен део древне црквице, тачније њен олтарски део и народ верује да је овај камен чудотворан. Претпоставља се да је црквица била изграђена од трошног материјала, јер њени трагови нису сачувани ни у темељу. Једино што је остало из тог периода је камен. Дуго година камен је био непокривен, а 1900. године настала је камена хоризонтална плоча. Од тада камен личи на четвороугаони кратки стуб који је укопан у земљу.

### Деветнаести век
Људи су још од давнина веровали у лековитост овог светог камена и често су се скупљали око њега верујући да Бог помаже народу преко њега. Власнику ливаде на којој се камен налазио није одговарао велики број људи који се скупљао, те је једном приликом уклонио камен са своје ливаде, али убрзо, на инсистирање црквених власти, вратио је камен на место. Касније, заједно са својим сином, Тихомиром Милосављевићем, подиже црквицу дашчару (познату као чакмару).

### Двадесети век
На месту данашње манастирске цркве 1906. године, била је подигнута црква дашчара (чакмара), да би 1974. године била подигнута капела (параклис) посвећена Светој Петки (слави се 27. октобра), а посветио ју је тадашњи епископ Василије.
Сава Коматовић из оближњег села Раваница 1965. године купује ливаду са црквицом и каменом, са намјером да се на том мјесту подигне нова црква и манастир. Године 1972. постављен је камен темељац за Велику цркву. Од тада па све до завршетка градње богослужења су се вршила у Капели која је подигнута 1974. године. Капела је посвећена Светој Петки која се слави 27. октобра. Године 1978. епископ жички Василије заједно са локалним становништвом доноси одлуку да сав простор добије ранг манастира.
Капела је постојала до 1978. године, када је завршена Велика црква. Но, у међувремену, у пролеће 1975. године, када је Велика црква била скоро завршена, стигла је наредба од епископа Василија да цело братство напусти манастир. Сви су отишли на разне стране, остали су само јеромонах Стефан, монахиња Параскева и монах Сава, још неко време.
На св. Кирика и Јулиту, 28. јула 1978. године новоизабрани епископ жички Стефан је сазвао народ ради решавања питања о отварању манастира, када је заједнички одлучено да сав простор добије ранг манастира. Одмах затим почело је да се увећава и монаштво, а тада у манастир долази и један од највећих духовника тог времена Старац Гаврило. Након три месеца, на дан свете мати Параскеве, владика Стефан је свечано осветио цркву и благословио да простор добије ранг манастира.
Црквица дашчара је, изгорела у пожару 1986. године, на Велики Петак, а камен је опет остао на отвореном до 1988. године, када је Драгиша Гојковић, пореклом из Колашина, подигао о свом трошку данашњу капелу (црквицу).

## Манастирски комплекс
На почетку изглед манастира био је веома скроман. Уз постојећу цркву дашчару, као и новосаграђену цркву, било је пар трошних кућица и једна чесма. У почетку манастир је био мушки. Манастир је постао женски 1989. године, када је старешинство поверено монахињи Марији (Петровић), а духовно руковођење протосинђелу Стефану (Ђорђевићу). Од 1999. године манастир је почео брже да се развија. Срушене су старе кућице и сав простор испред цркве је уређен. На цркви је дограђен звоник, а црква је у потпуности реновирана. Пут до манастира је асфалтиран. Пре неколико година манастир је добио на дар из града Јашија покров свете Петке са јастучницом. Од тада, сваког петка у 17. часова, служи се Молебан и износи покров ради целивања.
1. Чудо — Манастир Свете Петке у Стублу има „ноћне чуваре“. То су две монахиње које су умрле пре 4-5 векова. Два костура су земни остаци двеју монахиња које су биле житељке манастира, а постоји претпоставка да су биле и две другарице или две сестре.
2. Свети камен — Свети камен налази се под кровом осмоугаоне куполе, која је посвећена Светој Петки. Света Петка се слави 27. октобра по новом календару. Место где се налази камен назива се „Капела Светог камена“. Капела је само поклоничко место, у њој се не врше богослужења. Овај камен је веома посећен и доста људи долази јер верује да Бог чини чуда преко овог камена.
3. Покров Свете Петке — 1998. године манастир Свете Петке у Стублу добило је на поклон јастучницу на којој је почивала глава Светитељке. Следеће године, манастир је добио на поклон покров у коме је почивало тело светитељке. Покров се износи сваког петка у 17 часова ради целивања.
4. Молебан Свете Петке — Сваког петка у 17 часова у манастиру се служи Молебан. Тада се помињу сва имена за живе и упокојене, које присутни народ оставља. На крају народ пролази испод раширеног покрова са вером и молитвом Светој Петки. Молебни канон се служи и на дан Свете Петке, која се слави 8. августа, као и на Дан Преподобне матери Параскеве, која се слави 27. октобра.[5]

## Изглед манастира
Првобитни изглед манастира био је врло скроман. Уз постојећу цркву дашчару, као и новосаграђену цркву, било је неколико трошних кућица и једна чесма. У почетку манастир је био мушки, а по престављењу (умирању) већине братије, манастир је постао женски 1989. године, када је старешинство поверено монахињи Марији (Петровић), а духовно руковођење протосинђелу Стефану (Ђорђевићу).
Од 1999. године манастир је почео брже да се развија. Срушене су старе кућице и сав простор испред цркве је уређен. На цркви је дограђен звоник, а сама црква је у потпуности реновирана и живописана.